# ريكاردو موراندي
ريكاردو موراندي (بالإيطالية: Riccardo Morandi) (1 سبتمبر 1902 - 25 ديسمبر 1989) كان مهندسا مدنيا إيطاليا عرف باستخدامه المتميز للخرسانة المسلحة. حاز على عدد من الجوائز بينها جائزة مؤسسة المهندسين الإنشائيين.
من بين أشهر أعماله جسر الجنرال رافاييل أوردانيتا في فنزويلا والذي يبلغ طوله 8 كيلومترات ويعبر بحيرة ماراكيبو والذي يحوي 7 عواميد للكابلات.

## المهنة
ولد موراندي في روما وبعد تخرجه العام 1927 اكتسب الخبرة في كالابريا عبر تحصين الخرسانة المسلحة في الأماكن التي تأثرت بزلزال. بعد عودته إلى روما وافتتاحه لمكتبه استمر في العمل على تقنية تعزيز انشاءات الخرسانة المرهقة، كما شرع على تنفيذ تصميمات غير مألوفة للانشاءات والجسور.
تضمنت لائحة أعماله لاحقا آيرو بورتو دي روما فيوميتشينو في روما 1970. كم عين موراندي كبروفيسور في الجسور في جامعتي فلورنسا وروما.
تضمنت أعماله الرئيسية الأخرى:
- بونتي أميرغو فيسبوتشي في فلورنسا، 1957.
- محطة سانتا باربرا للطاقة في كافريليا، 1958.
- فيوريلا فيادوكت في كاتنزارو، 1960.
- جسر كينرد في كندا، 1960.

- بولشيفرا فيادوكت في جنوة، 1968.[2]

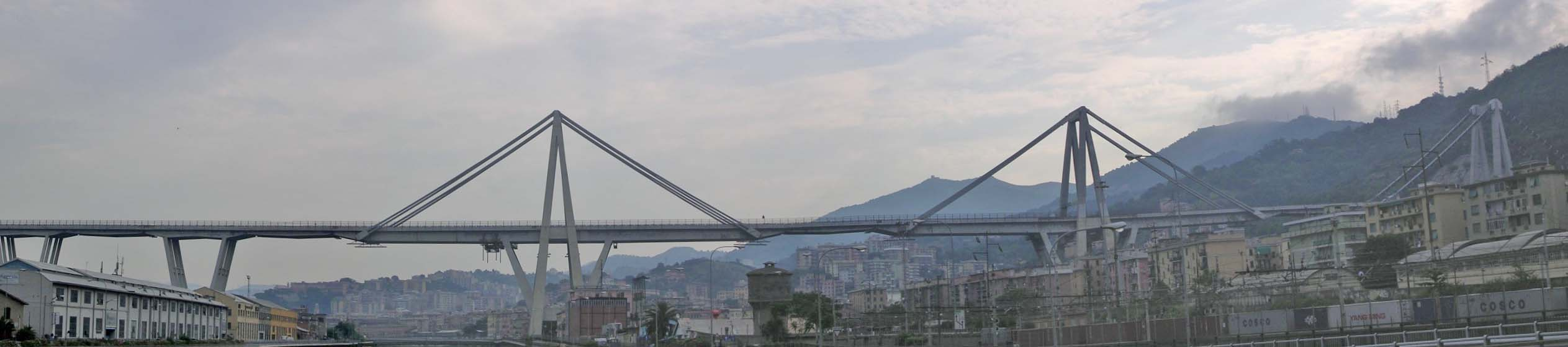
بولشيفرا فيادوكت في جنوة.

- جسر وادي الكوف في ليبيا، 1971. (احتوى على أطول كابل شد من الخرسانة في العالم)[2]
- جسر كاربينيتو في بوتنسا، 1973.
- جسر بارانكيلا على نهر ماغدالينا في كولومبيا 1974.

تتميز جسور موراندي الكبلية كونها ذات حبال دعم قليلة ومدعمة دوما بالخرسانة عوضا عن الاستخدامات المعتادة للفولاذ في انشاءات الجسور. كما أن هذه الجسور مثيرة للإعجاب فهي أقل كلفة من الجسور متعددة القوائم، كما كان لها تأثير ما على بقية المهندسين.